# 井伊直幸
井伊 直幸（いい なおひで）は、江戸時代中期から後期の大名。近江彦根藩第13代藩主。江戸幕府の大老。諱は初め直英（なおひで）、後に直幸。井伊直亮、井伊直弼らの祖父。

## 経歴
享保14年（1729年）7月21日、井伊直惟の次男として生まれる。彦根藩第9代藩主であった父の直惟が亡くなった時は、まだ5歳と幼少であったため、家督は叔父の直定に譲られた。直定に嫡子ができず、直幸の兄の直禔がその養子となったが、宝暦4年（1754年）に直禔が急逝し、幕命により直定が再び藩主となった。
幕府は井伊家の血筋を重視して他家からの養子を許さなかったため、直定の養子となり、宝暦5年（1755年）に直定の再隠居に伴い、晴れて藩主となった。
宝暦9年（1759年）12月12日、将軍の徳川家重の右大臣転任にともない、陸奥会津藩主松平容頌とともに朝廷への使者を命じられる。なお、この人選は幕閣に工作し、上野前橋藩主松平朝矩への内定を覆して実現したものであった。幕府内での序列（「譜代（将軍家家臣団）筆頭にして幕府大老の井伊家」と「親藩（将軍家親族）の筆頭格の一角である会津藩」、そして「親藩にして“将軍家の兄の家”である越前松平氏一門の朝矩」）を顧慮した上での工作であったと推測される。しかし宝暦10年（1760年）2月、養父の直定の病気を理由に使者を辞退、同じ溜詰の大名、讃岐高松藩主松平頼恭と交代する。同年4月25日、朝廷への使者の務めを終えた松平容頌は左少将に任官、直幸は官職で序列を追い越されて、焦りを抱くようになる。同年9月6日、徳川家治の将軍宣下にともない、朝廷への使者を命じられる。その結果、同年12月6日、左少将に任官し、松平容頌と同格となる。同年、直英から直幸に改名した。
直幸はさらなる官位の上昇を目論む。宝暦13年（1763年）9月6日、徳川家基の山王社へのお宮参りに際し、井伊邸でもてなし、翌日、従四位上に昇進する。明和2年（1765年）、徳川家康の150回忌に際し、日光東照宮へ将軍の名代として参詣する。その際、幕府へ官位の昇進を願うものの、却下される。ただし、同年10月15日、翌年の家基の元服に際しての加冠役を命じられて、左中将に任官する。なお、同日、松平容頌は理髪役を命じられて、同じく左中将に任官している。
安永7年（1778年）2月23日、50歳に達したことやそれまでの功績を考慮されて、正四位上に昇進する。天明4年（1784年）11月28日には大老に任命された。大老在任中は実子の直富が藩政を執っていた。天明の大飢饉においても直幸の計らいで、領内各所に施粥場が設けられて藩の蔵から米が配られ、彦根藩では一人の餓死者も出さなかったといわれている。
幕政では田沼意次と共に執政していたが、意次に賄賂を積んで大老の座を手に入れたという噂もあった。天明6年（1786年）に将軍の家治が死去すると、若年寄で同族の井伊直朗や大奥と共謀して次の権力の座を狙ったが政争に敗れ、天明7年（1787年）に大老職を辞する。
文芸にも造詣が深く、絵画や書を残している。
寛政元年（1789年）2月26日に死去した。享年61。世田谷の豪徳寺に葬られた。跡を六男の直中が継いだ。

## 官位
- 1754年（宝暦4年）：従四位下侍従玄蕃頭
- 1755年（宝暦5年）：掃部頭
- 1760年（宝暦10年）：少将
- 1763年（宝暦13年）：従四位上
- 1765年（明和2年）：中将
- 1778年（安永7年）：正四位上

## 系譜
- 父：井伊直惟（1700-1736）
- 母：堀部氏
- 養父：井伊直定（1700-1760）
- 正室：井伊直存娘
- 室：江見氏
  - 女子：松平康哉正室
- 室：伊藤氏
  - 長男：井伊直尚（1758-1767）
  - 次男：井伊直寧
- 室：渡辺氏
  - 女子：立花鑑門正室
- 室：高橋氏
  - 三男：井伊直富（1763-1787）
- 室：量寿院 - 大武氏、家女
  - 女子：俊姫（1762-1786） - 蜂須賀治昭の正室
  - 六男：井伊直中（1766-1831）
- 室：後藤氏
  - 女子：雍姫 - 鍋島治茂継室
- 室：能勢氏
  - 男子：扁勝 - 長浜別院大通寺住職
- 室：坂本氏
  - 八男：井伊直広（1769-1792）
  - 九男：真田幸専（1770-1828） - 真田幸弘の養子
- 室：池崎氏 - 大魏院
  - 十男：土井利義（1777-1818） - 土井利貞の婿養子
- 室：藤堂氏
  - 十一男：井伊直明
  - 女子：磐 - 酒井忠道正室
  - 女子：松平忠馮正室
- 室：藤田氏
  - 十二男：井伊直容
  - 女子：謙 - 松平容住正室
- 室：近藤氏
  - 男子：暉玄 - 長沢御坊福田寺住職
- 室：富森氏
  - 男子：摂有 - 長沢御坊福田寺住職
- 室：小林氏
  - 十五男：井伊直致
- 養子
  - 女子：美子 - 蜂須賀宗鎮の娘、三条実起室
  - 女子：井伊直存の娘 - 秋山永朝室
  - 女子：井伊直朗の娘 - 戸沢正親継室